# 폴 파레

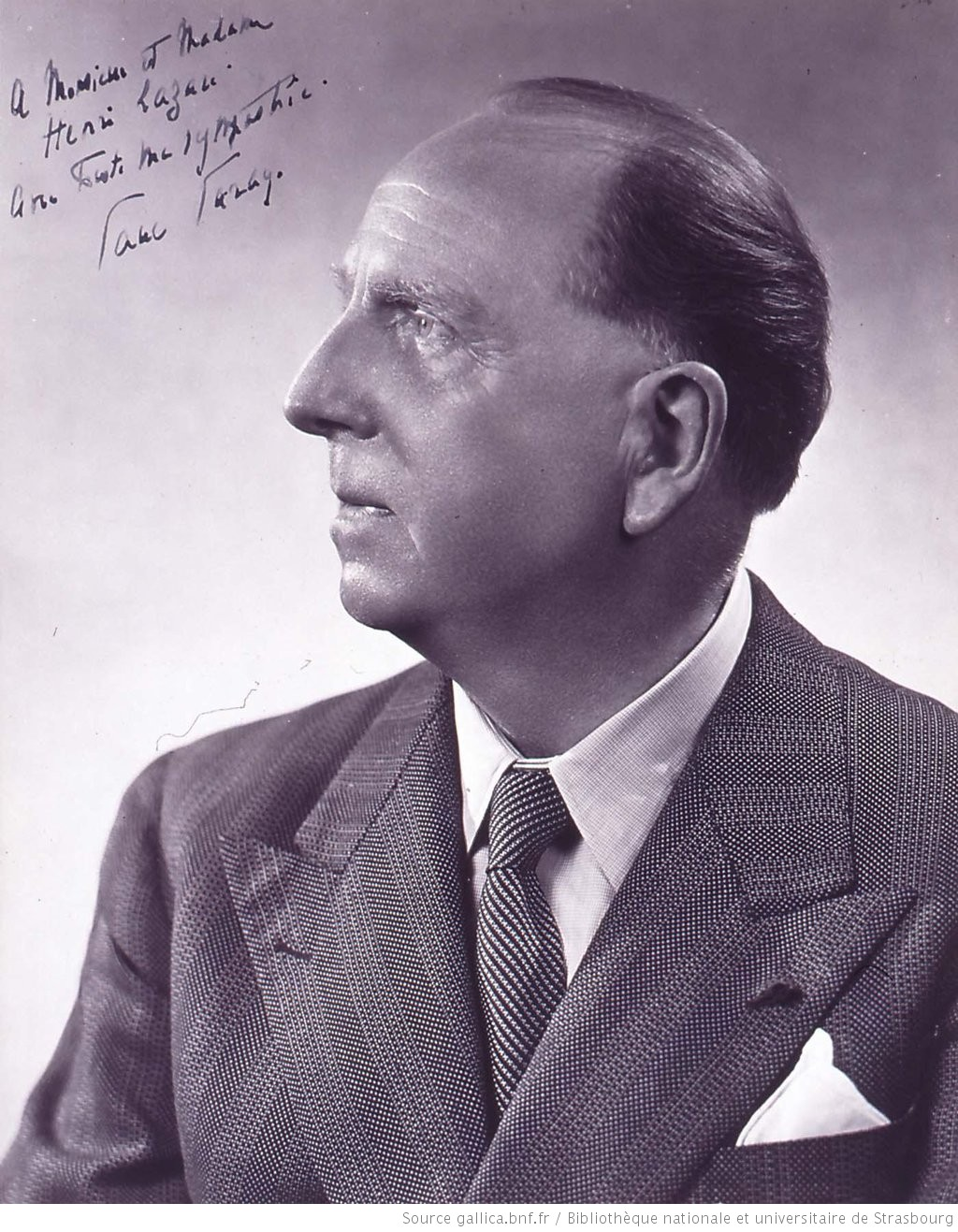

폴 M. A. 찰스 파레(Paul M. A. Charles Paray, 1886년 5월 24일 ~ 1979년 10월 10일)는 프랑스의 지휘자, 작곡가이다.
프랑스 출신으로서 처음에는 파리 음악원에서 배우고, 1932년부터 콩세르 콜론의 상임지휘자, 1951년에 도미하여 10년 이상 디트로이트 교향악단의 상임지휘자가 되었다.